# Monika Maire-Hefti
Pour les articles homonymes, voir Hefti.
Monika Maire-Hefti, née le 1er octobre 1963 à Winterthour (originaire des Ponts-de-Martel) est une personnalité politique neuchâteloise, membre du Parti socialiste suisse. 
Elle est conseillère d'État neuchâteloise de mai 2013 à mai 2021, à la tête du département de l'éducation et de la famille.

## Biographie
Monika Maire-Hefti naît le 1er octobre 1963 à Winterthour, dans le canton de Zurich. Elle originaire des Ponts-de-Martel, dans le canton de Neuchâtel.
Elle grandit près de Winterthour, à Pfungen,, dans une famille UDC. Son père travaille sur les chantiers et sa mère, immigrée italienne, s'occupe du foyer.
À 16 ans, elle fait un stage dans les Montagnes neuchâteloises pour apprendre le français et y rencontre son futur mari. Après avoir obtenu son diplôme diplôme d'infirmière en soins généraux, elle revient à Neuchâtel pour l'épouser. Elle exerce alors le métier d’infirmière de 1985 à 2007, d'abord dans un EMS de 1985 à 1987, puis dans les soins à domicile de 1987 à 2000 et enfin comme remplaçante au sein de différents Centres de santé cantonaux de 2000 à 2007. Elle préside ensuite le Comité directeur de la Fondation des établissements cantonaux pour personnes âgées et le Centre neuchâtelois de psychiatrie de 2008 à 2013,.
Elle est mariée au conseiller national socialiste Jacques-André Maire, avec qui elle a trois fils. Elle habite les Ponts-de-Martel depuis 1985. Elle se déclare catholique pratiquante.

## Parcours politique
Elle est conseillère générale (législatif) des Ponts-de-Martel de 1988 à 1996, puis conseillère communale (exécutif) de ladite commune jusqu'en 2004. Elle est par ailleurs présidente du syndicat intercommunal de l'École secondaire des Ponts-de-Martel de 2004 à 2011.
Elle siège au Grand Conseil du canton de Neuchâtel de 2005 à 2013 et le préside de 2009 à 2010. Elle est également présidente du Parti socialiste neuchâtelois de 2006 à 2008.
Le 19 mai 2013, elle est élue au Conseil d'État neuchâtelois, où elle prend en charge le département de l'éducation et de la famille. Elle est réélue pour un second mandat le 2 avril 2017. Elle est présidente du Conseil d'État de 2015 à 2016 et de 2020 à 2021. En novembre 2020, elle annonce qu'elle ne se présente pas pour un troisième mandat.

### Autres activités
Elle est la présidente de Caritas Suisse depuis le 1er janvier 2023.